# Girona Challenger 2025
Il Girona Challenger 2025 è stato un torneo maschile di tennis professionistico. È stata la 3ª edizione del torneo, facente parte della categoria Challenger 100 nell'ambito dell'ATP Challenger Tour 2025, con un montepremi di 145 000 €. Si è giocato dal 24 al 30 marzo 2025 sui campi in terra rossa del Club Tennis Girona di Gerona, in Spagna.

## Partecipanti

### Teste di serie
| Nazionalità | Giocatore             | Ranking* | Testa di serie |
| ----------- | --------------------- | -------- | -------------- |
| Ungheria    | Márton Fucsovics      | 90       | 1              |
| Kazakistan  | Aleksandr Ševčenko    | 98       | 2              |
| Bolivia     | Hugo Dellien          | 103      | 3              |
| Paesi Bassi | Jesper de Jong        | 105      | 4              |
| Serbia      | Dušan Lajović         | 108      | 5              |
| Spagna      | Pablo Carreño Busta   | 109      | 6              |
| Argentina   | Federico Coria        | 124      | 7              |
| Argentina   | Juan Manuel Cerúndolo | 126      | 8              |

* Ranking al 17 marzo 2025.

### Altri partecipanti
I seguenti giocatori hanno ricevuto una wild card per il tabellone principale:
- Dušan Lajović
- Alejandro Moro Cañas
- Albert Ramos Viñolas

I seguenti giocatori sono entrati in tabellone come alternate:
- Radu Albot
- Titouan Droguet
- Vilius Gaubas
- Benjamin Hassan

I seguenti giocatori sono passati dalle qualificazioni:
- Timofej Skatov
- Lukas Neumayer
- Filip Misolic
- Bernabé Zapata Miralles
- Pedro Cachín
- Iliyan Radulov

## Punti e montepremi
| Torneo    | Torneo              | V      | F     | SF    | QF    | 2T    | 1T    | Q | Q2  | Q1  |
| Singolare | Punti               | 100    | 50    | 25    | 14    | 7     | 0     | 4 | 2   | 0   |
| Singolare | Premi in denaro (€) | 16 020 | 9 415 | 5 555 | 3 240 | 1 900 | 1 160 | – | 580 | 290 |
| Doppio    | Punti               | 100    | 50    | 25    | 14    | –     | 0     | – | –   | –   |
| Doppio    | Premi in denaro (€) | 6 845  | 4 050 | 2 400 | 1 420 | –     | 800   | – | –   | –   |

## Campioni

### Singolare
Marin Čilić ha sconfitto in finale  Elmer Møller con il punteggio di 6–3, 6–4.

### Doppio
Anirudh Chandrasekar /  David Vega Hernández hanno sconfitto in finale  Grégoire Jacq /  Orlando Luz con il punteggio di 6–4, 6–4.